# Feux du ciel
Ne doit pas être confondu avec Les Feux du ciel.
Feux du ciel est un recueil de nouvelles écrites par l'As français Pierre Clostermann et publié en 1951. Il présente des histoires courtes sur les aviateurs de la Seconde Guerre mondiale et leurs machines.
Ce livre se veut un témoignage des épreuves subies par les aviateurs du monde entier et leurs sacrifices au nom des systèmes politiques.
L'auteur narre aussi bien le sacrifice ignoré des aviateurs français durant la bataille de France, les épreuves des aviateurs américains durant la guerre du Pacifique ou britanniques à Malte que la mort des talentueux as allemands au nom de la sauvegarde du nazisme durant la fin de la guerre, ou encore le sacrifice des escadrilles de la Royal Air Force, formées d'aviateurs Polonais, pour tenter de soutenir la résistance polonaise à Varsovie alors que les SS massacraient les Polonais sous les yeux des Russes. Feux du ciel représente un témoignage bien documenté et vibrant du quotidien des aviateurs durant la Seconde Guerre mondiale.
Chapitre 1 : Maestricht
- Attaque d'une colonne blindée allemande par des Breguet Br.693 français le 12 mai 1940 à Maastricht.

Chapitre 2 : Bataan
- Récit de l’héroïque résistance des soldats américains et philippins face aux Japonais à Bataan.

Chapitre 3 : Une journée à Malte
- Récit de la première mission de combat du pilote canadien Georges "Screwball" Beurling à Malte en 1942. Les victoires imputées à Beurling par le récit sont contraires aux faits[1].

Chapitre 4 : L'amiral Yamamoto
- Récit de la mission des Lockheed P-38 Lightning du Squadron 339 lors de l'opération Vengeance visant à abattre l'amiral Isoroku Yamamoto, en inspection au-dessus des îles Salomon, à bord d'un Mitsubishi G4M1 Betty le 18 avril 1943.

Chapitre 5 : Le Colonel Pijeaud
- Récit de la dernière mission du colonel Charles Pijeaud sur un Bristol Blenheim à Gambut le 20 décembre 1941.

Chapitre 6 : Tempête sur Varsovie
- Récit d'une mission d'un équipage commandé par le Flight Lieutenant polonais Chmiel à bord d'un Handley Page Halifax pour aller approvisionner la résistance polonaise alors écrasée par les SS lors de l'insurrection de Varsovie.

Chapitre 7 : Au crépuscule des dieux
- Récit de la dernière mission des Messerschmitt Me 262 contre un raid de B-17 et de B-24 le 26 avril 1945 au-dessus de Hanovre.

Chapitre 8 : Max Guedj
- Récit de la dernière mission du pilote français Max Guedj visant à détruire un pétrolier allemand dans Rombacks Fjord le 15 janvier 1945 sur un De Havilland DH.98 Mosquito Mk XVI. En faits, le commandant Max Guedj est mort en attaquant un navire immobilisé dans le port de Leirvik.

Chapitre 9 : Sous le signe du vent divin
- Récit de la dernière mission kamikaze de la guerre, le 9 août 1945 sur Okinawa.